# Drzewiany
Drzewiany (niem. Drawehn) – wieś w Polsce położona w województwie zachodniopomorskim, w powiecie koszalińskim, w gminie Bobolice.
Ok. 1,3 km na południowy zachód znajduje się Bobolec.
W latach 1954–1959 wieś należała i była siedzibą władz gromady Drzewiany, po jej zniesieniu w gromadzie Bobolice.
Na terenie miejscowości działa parafia greckokatolicka św. Teresy. Znajduje się tu także rzymskokatolicki kościół św. Teresy od Dzieciątka Jezus, należący do parafii Niepokalanego Poczęcia Najświętszej Maryi Panny w Żydowie.
W miejscowości jest przystanek kolejowy Drzewiany.